# Download (группа)
Download — канадская электронная музыкальная группа, образованная Дуэйном Гёттелем (Dwayne Goettel) и Кевином Ки из Skinny Puppy в 1994 году. В первоначальный состав также входили Фил Вестерн из Off & Gone и Марк Спайби из Dead Voices on Air, но с тех пор он был особенно изменчив, поскольку Ки и Вестерн были единственными постоянными участниками после смерти Геттеля. Музыка Download была описана как постиндустриальная, основанная на происхождении группы как части Skinny Puppy, но также имеющая общие стилистические основы с такими артистами, как Aphex Twin и Autechre. Основной инструментарий, распространенный на их альбомах, представляет собой смесь синтезаторов и сэмплированных инструментов; музыка особенно сосредоточена на элементах перкуссии и ритма.
Среди других артистов, которые были задействованы, - Дженезис П. Орридж, Энтони Вальчич, Билл Ван Рой и Кен Маршалл. Более ранние релизы часто включали вокальные элементы и тексты песен, но после III (и ухода Марка Спайби в 1996 году) их работа была строго инструментальной. 

## История
Первоначально в состав группы входили Фил Вестерн (Phil Western) из Off Gone и Марк Спайби (Mark Spybey) из Dead Voices on Air, но с тех пор состав группы менялся и единственными постоянными членами, после смерти Дуэйна Гёттеля, остались Кевин Ки и Фил Вестерн.
Музыка Download имеет постиндустриальные корни, исходя из генезиса группы в составе Skinny Puppy, но она также разделяет общий стилистический язык с такими артистами, как Aphex Twin и Autechre.
Для создания композиций приглашались различные музыканты, среди которых были Дженезис Пи-Орридж, Энтони Валкик (Anthony Valcic), Билл Ван Руй (Bill Van Rooy), и Кен Маршалл (Ken Marshall). Ранние работы Download часто включали в себя элементы вокала и лирику, но с альбома III, после того, как группу покинул Марк Спайби в 1996 году, их работы стали строго инструментальны.

## Состав
Текущий
- cEvin Key — ударные, драм-машина
- Phil Western — синтезатор, гитара, перкуссия

Бывшие участники
- Mark Spybey
- Dwayne Goettel († 1995) — клавишные
- Anthony Valcic

## Дискография
| Альбом                                                   | Дата релиза      | Лейбл                                   | Примечание                                                 |
| -------------------------------------------------------- | ---------------- | --------------------------------------- | ---------------------------------------------------------- |
| Furnace                                                  | 3 октября, 1995  | Cleopatra, Subconscious Communications  | переиздан в 2007 как часть серии Vault II с бонус диском   |
| Microscopic (EP)                                         | 9 января, 1996   | Cleopatra, Subconscious Communications  |                                                            |
| Charlie's Family                                         | 1996             | Metropolis, Subconscious Communications |                                                            |
| Sidewinder (EP)                                          | 30 апреля, 1996  | Nettwerk                                |                                                            |
| The Eyes of Stanley Pain                                 | 28 мая, 1996     | Nettwerk, Subconscious Communications   | Музыкальное видео «Glassblower» режиссёра William Morrison |
| III                                                      | 21 октября, 1997 | Nettwerk, Subconscious Communications   |                                                            |
| Effector                                                 | 24 октября, 2000 | Nettwerk, Subconscious Communications   |                                                            |
| Inception: The Subconscious Jams 1994—1995 (Compilation) | январь 2002      | Subconscious Communications             | From the Vault #1 (of 7), Limited to 1000 copies           |
| III Steps Forward                                        | апрель 2002      | Subconscious Communications             | From the Vault #3 (of 7), Limited to 1000 copies           |
| Fixer                                                    | апрель 2007      | Subconscious Communications             | From the Vault II                                          |
| HElicopTEr                                               | 2009             | Subconscious Communications             | Beyond the Vault                                           |
| LingAM                                                   | 2013             | Subconscious Communications             | Metropolis Mail-order                                      |